# Villentrois
Villentrois település Franciaországban, Indre megyében. Lakosainak száma 575 fő (2018. január 1.). Villentrois Faverolles-en-Berry, Fontguenand, Luçay-le-Mâle, Lye, Valençay, Veuil és Châteauvieux községekkel határos.

## Népesség
A település népessége az elmúlt években az alábbi módon változott:
| Lakosok száma | 618  | 613  | 605  | 586  | 575  |
|               | 2013 | 2015 | 2016 | 2017 | 2018 |